# طارق سليمان (قائد عسكري)

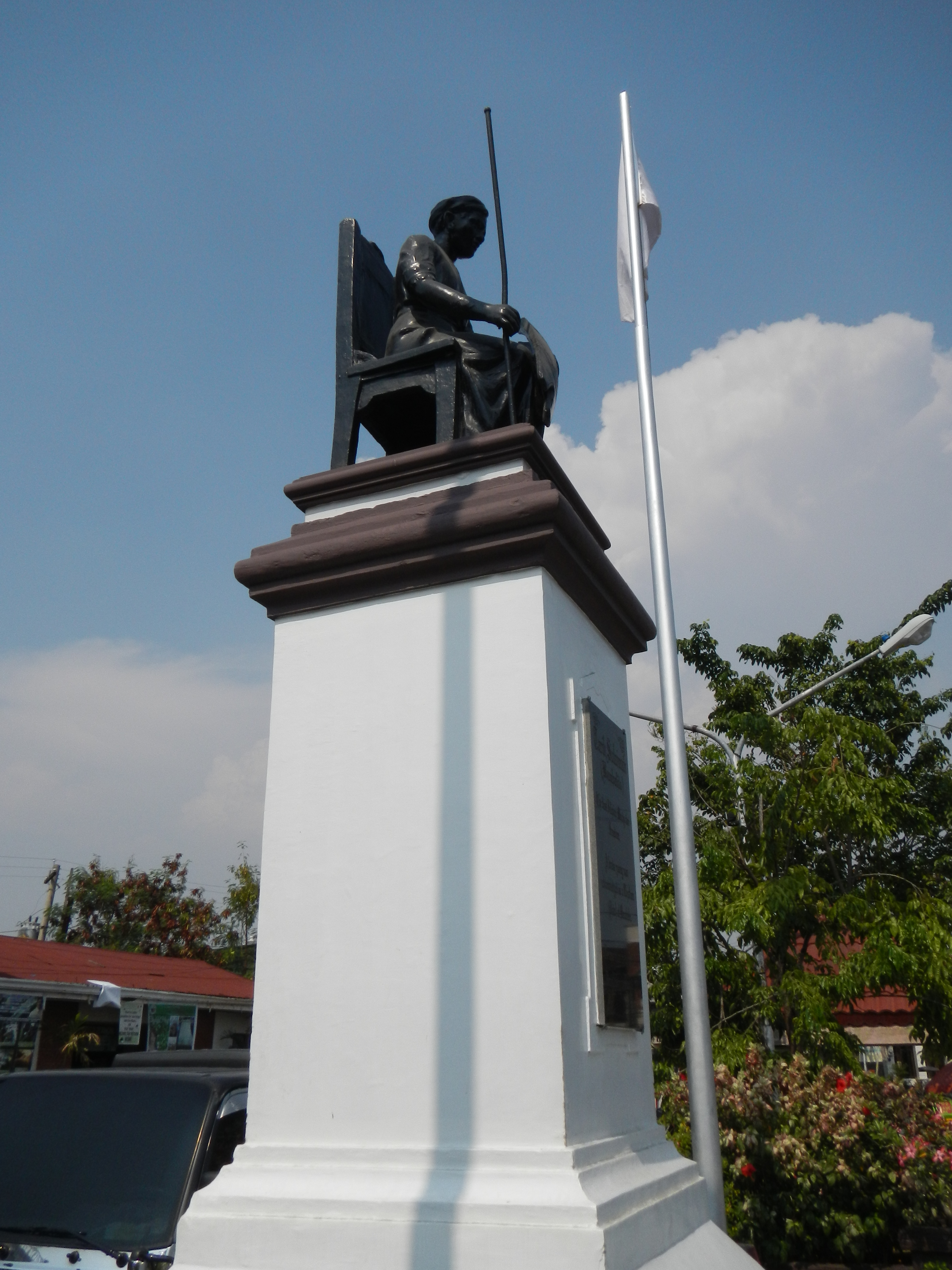
تمثال لطارق سليمان، في منطقة ماكابيبي، بامبانغا

طارق سليمان، هو الاسم الأكثر شعبية من عدة أسماء نسبها مؤرخوا كابامبانغان للشخص الذي قاد قوات ماكابيبي ضد القوات الاسبانية التي كان يقودها ميغيل لوبيز دي ليغازبي خلال معركة قناة بانكوساي في 3 يونيو 1571. وبصرف النظر عن «طارق سليمان»، هذا الشخص قد ارتبط أيضا بأسماء ذكرها بعض المؤرخين منها: بامباليتو  أو بانكاو ، في حين أن البعض الآخر يعتبره ببساطة شخص «مجهول». والسجلات الإسبانية لا تحدد هذا الشخص بالاسم، وبالتالي فإن إسناد اسم طارق سليمان يقوم على سجلات الأنساب التي قدمها زعيم كابامانغان المفترض خلال القرن 19.
وقعت معركة بانكوساي لأنه رفض التحالف مع الاسبان كما فعل لاكاندولا (حاكم اسمي، تحول إلى النصرانية لا يعرف بالضبط دينه السابق هل هو الإسلام أم الوثنية)، قرر شن هجوم على الاسبان، وحشد قواته في قناة بانكوساي. لكن لوبيز دي ليغازبي قد حصل على معلومات تفيد أن هناك هجوم وشيك سوف يشن عليه، وقام بشن ضربة وقائية. وأدت هذه الضربة إلى هزيمة قوات ماكابيبي، وقتل طارق سليمان نفسه في المعركة.
ونتج عن الانتصار الاسباني في بانكوساي وصداقة لوبيز دي ليغازبي مع لاكاندولا إلى تمكين الاسبان من السيطرة على كافة أنحاء المدينة والبلدات المجاورة لها.